# Rakuten
Rakuten, Inc. (на японски: 楽天株式会社, Ракутен кабушики-гайша) е японска e-commerce компания със седалище в Токио. Нейната B2B2C платформа за онлайн търговия Rakuten Ichiba е най-големият сайт за електронна търговия в Япония и един от най-големите в света. Компанията е наричана „японският Amazon“.
През 1997 г. Хироши Микитани основава компанията MDM, Inc. През юни 1999 г. компанията сменя названието си на Rakuten, Inc. Японската дума ракутен означава оптимизъм.
През 2005 г. Rakuten започва да разширява дейността си извън границите на Япония, в основно като купува други компани или чрез венчърно инвестиране. В частност, тя придобива Buy.com, Priceminister (Франция), Ikeda (днес Rakuten Brasil), Tradoria (днес Rakuten Deutschland), Play.com (Великобритания), Wuaki.tv (Испания) и Kobo Inc. (Канада). Компанията инвестира в Pinterest, Ozon.ru, AHA Life и Daily Grommet.
През 2014 г. Rakuten съобщава за купуването на Viber за 900 000 000 долара.
На 16 ноември 2016 г. Rakuten подписва договор на стойност 200 000 000 долара за спонсорирането на испанския футболен клуб „ФК Барселона“ до 2020 г.
На 12 септември 2017 г. компанията подписва спонсорски 3-годишен договор на стойност 60 млн. долара с отбора „Голдън Стейт Уориърс“. В рамките на споразумението, логото на Rakuten ще бъде поместено на фланелките на отбора по време на игрите от NBA, като се започне от сезон 17/18 година.
На 24 февруари 2021 г. е добавена възможността да се използват криптоактиви за покупки в компаниите, свързани с Rakuten Pay и Rakuten Point Card, по цяла Япония.